# Steve Barry
Steve Barry (eigentlich Steven John Barry; * 25. Oktober 1950 in Cardiff) ist ein ehemaliger britischer Geher.
1982 wurde er bei den Halleneuropameisterschaften in Mailand Fünfter im 5000-Meter-Gehen, bei den Europameisterschaften in Athen Elfter im 20-km-Gehen und siegte für Wales startend bei den Commonwealth Games in Brisbane im 30-km-Gehen. Im Jahr darauf wurde er bei den Halleneuropameisterschaften 1983 in Budapest Vierter im 5000-Meter-Gehen.
Bei den Olympischen Spielen 1984 in Los Angeles belegte er im 20-km-Gehen den 24. Platz.

## Bestzeiten
- 3000 m Gehen: 11:53,46 min, 21. August 1982, Birmingham
- 5000 m Gehen (Halle): 20:08,04 min, 5. März 1983, Budapest
- 10.000 m Gehen: 40:54,7 min, 19. März 1983, Kirkby-in-Ashfield
- 20 km Gehen: 1:22:51 h, 26. Februar 1983, Douglas